# ショーニー (オクラホマ州)
ショーニー（英: Shawnee）は、アメリカ合衆国オクラホマ州の都市。ポタワトミー郡の郡庁所在地である。人口は3万1377人（2020年）。オクラホマシティの東60キロメートルに位置している。鉄道開通後，農業・石油地帯に位置する商業中心地として発展した。名称はショーニー族に由来している。
秋田県にかほ市と姉妹都市交流をしている。

## 大学
- セントグレゴリー大学
- オクラホマバプティスト大学